# Repositório (software)
Um repositório de software é um local de armazenamento de onde pacotes de software podem ser recuperados e instalados em um computador.

## Visão Geral
Repositórios podem ser apenas para determinados programas, como para linguagens de programação, ou para todo um sistema operacional, normalmente um sistema operacional Unix-like como o Linux. Os operadores de tais repositórios normalmente fornecem um sistema de gestão de pacotes, instrumentos destinados à pesquisa para instalar ou manipular pacotes de software a partir de repositórios.
Linguagens de programação como Perl, Python e Ruby possuem repositórios que estendem a funcionalidade da linguagem de programação.
Distribuições de Linux usam programas para baixar pacotes de repositórios, como apt para Debian e derivativos como o Linux Mint e o Ubuntu, yum e DNF utilizado em sistemas baseados no Fedora Linux, pacman em sistemas Arch Linux, entre outros.
Como cada distribuição tem diferentes colaboradores, filosofias e motivações, seus repositórios podem ou não conter certos softwares.